# NBA Playoffs 1982
Gli NBA Playoffs 1982 si conclusero con la vittoria dei Los Angeles Lakers (campioni della Western conference) che sconfissero i campioni della Eastern Conference, i Philadelphia 76ers.

## Squadre qualificate

### Eastern Conference
1. Boston Celtics
2. Milwaukee Bucks
3. Philadelphia 76ers
4. N.J. Nets
5. Washington Bullets
6. Atlanta Hawks

### Western Conference
1. L.A. Lakers
2. San Antonio Spurs
3. Seattle S.Sonics
4. Denver Nuggets
5. Phoenix Suns
6. Houston Rockets

## Tabellone
|  | Primo turno        | Primo turno        | Primo turno         |                     |                    | Semifinali di Conference | Semifinali di Conference | Semifinali di Conference |  |   | Finali di Conference | Finali di Conference | Finali di Conference |   |  | Finali NBA | Finali NBA | Finali NBA |
|  |                    |                    |                     |                     |                    |                          |                          |                          |  |   |                      |                      |                      |   |  |            |            |            |
|  |                    |                    |                     |                     |                    |                          |                          |                          |  |   |                      |                      |                      |   |  |            |            |            |
|  |                    | 1                  | L.A. Lakers *       | 4                   |                    |                          |                          |                          |  |   |                      |                      |                      |   |  |            |            |            |
|  |                    |                    |                     | 4                   |                    |                          |                          |                          |  |   |                      |                      |                      |   |  |            |            |            |
|  |                    |                    | 5                   | Phoenix Suns        | 0                  |                          |                          |                          |  |   |                      |                      |                      |   |  |            |            |            |
|  | 4                  | Denver Nuggets     | 5                   | Phoenix Suns        | 0                  | 1                        |                          |                          |  |   |                      |                      |                      |   |  |            |            |            |
|  | 4                  | Denver Nuggets     |                     |                     |                    | 1                        |                          |                          |  |   |                      |                      |                      |   |  |            |            |            |
|  | 5                  | Phoenix Suns       | 2                   |                     |                    |                          |                          |                          |  |   |                      |                      |                      |   |  |            |            |            |
|  | 5                  | Phoenix Suns       | 2                   |                     |                    |                          |                          |                          |  | 1 | L.A. Lakers *        | 4                    |                      |   |  |            |            |            |
|  | Western Conference |                    |                     |                     |                    |                          |                          |                          |  | 1 | L.A. Lakers *        | 4                    |                      |   |  |            |            |            |
|  |                    | 2                  | San Antonio Spurs * | 0                   |                    |                          |                          |                          |  |   |                      |                      |                      |   |  |            |            |            |
|  | 3                  | 2                  | San Antonio Spurs * | 0                   | Seattle S.Sonics   | 2                        |                          |                          |  |   |                      |                      |                      |   |  |            |            |            |
|  | 3                  |                    |                     |                     | Seattle S.Sonics   | 2                        |                          |                          |  |   |                      |                      |                      |   |  |            |            |            |
|  | 6                  | Houston Rockets    | 1                   |                     |                    |                          |                          |                          |  |   |                      |                      |                      |   |  |            |            |            |
|  | 6                  | Houston Rockets    | 1                   |                     | 3                  | Seattle S.Sonics         | 1                        |                          |  |   |                      |                      |                      |   |  |            |            |            |
|  |                    |                    |                     |                     | 3                  | Seattle S.Sonics         | 1                        |                          |  |   |                      |                      |                      |   |  |            |            |            |
|  |                    |                    | 2                   | San Antonio Spurs * | 4                  |                          |                          |                          |  |   |                      |                      |                      |   |  |            |            |            |
|  |                    |                    | 2                   | San Antonio Spurs * | 4                  |                          |                          |                          |  |   |                      |                      |                      |   |  |            |            |            |
|  |                    |                    |                     |                     |                    |                          |                          |                          |  |   |                      |                      |                      |   |  |            |            |            |
|  |                    |                    |                     |                     |                    |                          |                          |                          |  |   |                      |                      |                      |   |  |            |            |            |
|  |                    |                    |                     |                     |                    |                          |                          |                          |  |   |                      | W1                   | L.A. Lakers *        | 4 |  |            |            |            |
|  |                    |                    |                     |                     |                    |                          |                          |                          |  |   |                      |                      |                      |   |  |            |            |            |
|  |                    | E3                 | Philadelphia 76ers  | 2                   |                    |                          |                          |                          |  |   |                      |                      |                      |   |  |            |            |            |
|  |                    | E3                 | Philadelphia 76ers  | 2                   |                    |                          |                          |                          |  |   |                      |                      |                      |   |  |            |            |            |
|  |                    |                    |                     |                     |                    |                          |                          |                          |  |   |                      |                      |                      |   |  |            |            |            |
|  |                    |                    |                     |                     |                    |                          |                          |                          |  |   |                      |                      |                      |   |  |            |            |            |
|  |                    | 1                  | Boston Celtics *    | 4                   |                    |                          |                          |                          |  |   |                      |                      |                      |   |  |            |            |            |
|  |                    |                    |                     | 4                   |                    |                          |                          |                          |  |   |                      |                      |                      |   |  |            |            |            |
|  |                    |                    | 5                   | Washington Bullets  | 1                  |                          |                          |                          |  |   |                      |                      |                      |   |  |            |            |            |
|  | 4                  | N.J. Nets          | 5                   | Washington Bullets  | 1                  | 0                        |                          |                          |  |   |                      |                      |                      |   |  |            |            |            |
|  | 4                  | N.J. Nets          |                     |                     |                    | 0                        |                          |                          |  |   |                      |                      |                      |   |  |            |            |            |
|  | 5                  | Washington Bullets | 2                   |                     |                    |                          |                          |                          |  |   |                      |                      |                      |   |  |            |            |            |
|  | 5                  | Washington Bullets | 2                   |                     |                    |                          |                          |                          |  | 1 | Boston Celtics *     | 3                    |                      |   |  |            |            |            |
|  | Eastern Conference |                    |                     |                     |                    |                          |                          |                          |  | 1 | Boston Celtics *     | 3                    |                      |   |  |            |            |            |
|  |                    | 3                  | Philadelphia 76ers  | 4                   |                    |                          |                          |                          |  |   |                      |                      |                      |   |  |            |            |            |
|  | 3                  | 3                  | Philadelphia 76ers  | 4                   | Philadelphia 76ers | 2                        |                          |                          |  |   |                      |                      |                      |   |  |            |            |            |
|  | 3                  |                    |                     |                     | Philadelphia 76ers | 2                        |                          |                          |  |   |                      |                      |                      |   |  |            |            |            |
|  | 6                  | Atlanta Hawks      | 0                   |                     |                    |                          |                          |                          |  |   |                      |                      |                      |   |  |            |            |            |
|  | 6                  | Atlanta Hawks      | 0                   |                     | 3                  | Philadelphia 76ers       | 4                        |                          |  |   |                      |                      |                      |   |  |            |            |            |
|  |                    |                    |                     |                     | 3                  | Philadelphia 76ers       | 4                        |                          |  |   |                      |                      |                      |   |  |            |            |            |
|  |                    |                    | 2                   | Milwaukee Bucks *   | 2                  |                          |                          |                          |  |   |                      |                      |                      |   |  |            |            |            |
|  |                    |                    | 2                   | Milwaukee Bucks *   | 2                  |                          |                          |                          |  |   |                      |                      |                      |   |  |            |            |            |
|  |                    |                    |                     |                     |                    |                          |                          |                          |  |   |                      |                      |                      |   |  |            |            |            |

Legenda
- * Vincitore Division
- "Grassetto" Vincitore serie
- "Corsivo" Squadra con fattore campo

## Eastern Conference

### Primo turno

#### (3) Philadelphia 76ers - (6) Atlanta Hawks
RISULTATO FINALE: 2-0
| Arbitri: | Jack Madden Wally Rooney |

|               |          |                  |
| D. Dawkins 27 | Punti    | J. Drew 18       |
| M. Cheeks 6   | Assist   | R. Sparrow 8     |
| D. Dawkins 9  | Rimbalzi | D. Roundfield 11 |

| Arbitri: | John Vanak Paul Mihalak |

|                  |          |                        |
| D. Roundfield 29 | Punti    | J. Erving 28           |
| E. Johnson 4     | Assist   | J. Erving 6            |
| D. Roundfield 11 | Rimbalzi | D. Dawkins, C. Jones 8 |

PRECEDENTI IN REGULAR SEASON
| Regular Season 1979-80 | Philadelphia 76ers | 3 – 3 | Atlanta Hawks | Referto 1 - Referto 2, Referto 3 - Referto 4, Referto 5 - Referto 6 |
| Atlanta Hawks 106 Philadelphia 76ers 99 Atlanta Hawks 98 Philadelphia 76ers 0 Philadelphia 76ers 89 Atlanta Hawks 103 Punti 108 Philadelphia 76ers 106 Atlanta Hawks 107 Philadelphia 76ers 96 Atlanta Hawks 80 Atlanta Hawks 88 Philadelphia 76ers |                    | |               |                                                                     |
| |                    | |               |                                                                     |
| Atlanta Hawks 106 Philadelphia 76ers 99 Atlanta Hawks 98 Philadelphia 76ers 0 Philadelphia 76ers 89 Atlanta Hawks 103 | Punti              | 108 Philadelphia 76ers 106 Atlanta Hawks 107 Philadelphia 76ers 96 Atlanta Hawks 80 Atlanta Hawks 88 Philadelphia 76ers |               |                                                                     |

PRECEDENTI NEI PLAYOFF
|  | Philadelphia 76ers (1980) | 1 – 0 | Atlanta Hawks |  |

#### (4) New Jersey Nets - (5) Washington Bullets
RISULTATO FINALE: 0-2
| Arbitri: | John Vanak Hugh Evans Joey Crawford |

|                |          |               |
| B. Williams 23 | Punti    | J. Ruland 18  |
| R. Williams 8  | Assist   | F. Johnson 11 |
| B. Williams 13 | Rimbalzi | J. Ruland 20  |

| Arbitri: | Ed Rush Jess Kersey |

|              |          |                |
| K. Grevey 23 | Punti    | R. Williams 23 |
| F. Johnson 9 | Assist   | R. Williams 6  |
| R. Mahorn 11 | Rimbalzi | L. Elmore 9    |

PRECEDENTI IN REGULAR SEASON
| Regular Season 1979-80 | N.J. Nets | 4 – 2 | Washington Bullets | Referto 1 - Referto 2, Referto 3 - Referto 4, Referto 5 - Referto 6 |
| New Jersey Nets 90 Washington Bullets 108 Washington Bullets 124 Washington Bullets 104 New Jersey Nets 98 New Jersey Nets 98 Punti 105 Washington Bullets 114 New Jersey Nets 130 New Jersey Nets (2 t.s.) 88 New Jersey Nets 96 Washington Bullets 94 Washington Bullets |           | |                    |                                                                     |
| |           | |                    |                                                                     |
| New Jersey Nets 90 Washington Bullets 108 Washington Bullets 124 Washington Bullets 104 New Jersey Nets 98 New Jersey Nets 98 | Punti     | 105 Washington Bullets 114 New Jersey Nets 130 New Jersey Nets (2 t.s.) 88 New Jersey Nets 96 Washington Bullets 94 Washington Bullets |                    |                                                                     |

PRECEDENTI NEI PLAYOFF

Si è trattata della prima sfida tra le due squadre ai playoff.

### Semifinali

#### (1) Boston Celtics - (5) Washington Bullets
RISULTATO FINALE: 4-1
| Boston 25 aprile 1982 Gara 1                                                                          | Boston Celtics | 109 – 91 (29-27, 21-25, 24-15, 35-24) referto | Washington Bullets | Boston Garden (15.320 spett.) |
| M. L. Carr 21 Punti S. Haywood 17 T. Archibald 7 Assist F. Johnson 6 L. Bird 12 Rimbalzi G. Ballard 9 |                |                                               |                    |                               |
| |                |                                               |                    |                               |
| M. L. Carr 21                                                                                         | Punti          | S. Haywood 17                                 |                    |                               |
| T. Archibald 7                                                                                        | Assist         | F. Johnson 6                                  |                    |                               |
| L. Bird 12                                                                                            | Rimbalzi       | G. Ballard 9                                  |                    |                               |

| Boston 28 aprile 1982 Gara 2                                                                                                | Boston Celtics | 102 – 103 (20-22, 31-22, 23-33, 28-26) referto | Washington Bullets | Boston Garden (15.320 spett.) |
| L. Bird 26 Punti S. Haywood , F. Johnson 26 T. Archibald 6 Assist F. Johnson 8 L. Bird , R. Parish 10 Rimbalzi J. Ruland 10 |                |                                                |                    |                               |
| |                |                                                |                    |                               |
| L. Bird 26 | Punti          | S. Haywood, F. Johnson 26                      |                    |                               |
| T. Archibald 6 | Assist         | F. Johnson 8                                   |                    |                               |
| L. Bird, R. Parish 10 | Rimbalzi       | J. Ruland 10                                   |                    |                               |

| Landover 1 maggio 1982 Gara 3                                                                                         | Washington Bullets | 83 – 92 (18-28, 20-20, 22-23, 23-21) referto | Boston Celtics | Capital Centre (15.035 spett.) |
| S. Haywood 19 Punti R. Parish 25 F. Johnson 8 Assist T. Archibald 5 R. Mahorn 14 Rimbalzi T. Archibald , R. Parish 13 |                    |                                              |                |                                |
| |                    |                                              |                |                                |
| S. Haywood 19 | Punti              | R. Parish 25                                 |                |                                |
| F. Johnson 8 | Assist             | T. Archibald 5                               |                |                                |
| R. Mahorn 14 | Rimbalzi           | T. Archibald, R. Parish 13                   |                |                                |

| Landover 2 maggio 1982 Gara 4                                                                          | Washington Bullets | 99 – 103 (d.1t.s.) (26-24, 23-20, 24-25, 18-22) (8-12) referto | Boston Celtics | Capital Centre (16.295 spett.) |
| S. Haywood 28 Punti R. Parish 28 F. Johnson 7 Assist T. Archibald 4 R. Mahorn 10 Rimbalzi R. Parish 15 |                    |                                                                |                |                                |
| |                    |                                                                |                |                                |
| S. Haywood 28                                                                                          | Punti              | R. Parish 28                                                   |                |                                |
| F. Johnson 7                                                                                           | Assist             | T. Archibald 4                                                 |                |                                |
| R. Mahorn 10                                                                                           | Rimbalzi           | R. Parish 15                                                   |                |                                |

| Arbitri: | Jake O'Donnell Mike Mathis Bill Saar |

|                 |          |               |
| R. Parish 33    | Punti    | J. Ruland 33  |
| T. Archibald 11 | Assist   | F. Johnson 10 |
| R. Parish 13    | Rimbalzi | J. Ruland 13  |

PRECEDENTI IN REGULAR SEASON
| Regular Season 1981-82 | Boston Celtics | 6 – 0 | Washington Bullets | Referto 1 - Referto 2 - Referto 3 - Referto 4, Referto 5 - Referto 6 |
| Boston Celtics 124 Washington Bullets 84 Boston Celtics 113 Washington Bullets 98 Washington Bullets 97 Boston Celtics 119 Punti 100 Washington Bullets 90 Boston Celtics 100 Washington Bullets 99 Boston Celtics 98 Boston Celtics (1 t.s.) 109 Washington Bullets |                | |                    |                                                                      |
| |                | |                    |                                                                      |
| Boston Celtics 124 Washington Bullets 84 Boston Celtics 113 Washington Bullets 98 Washington Bullets 97 Boston Celtics 119 | Punti          | 100 Washington Bullets 90 Boston Celtics 100 Washington Bullets 99 Boston Celtics 98 Boston Celtics (1 t.s.) 109 Washington Bullets |                    |                                                                      |

PRECEDENTI NEI PLAYOFF
|  | Boston Celtics | 0 – 1 | Washington Bullets (1975) |  |

#### (2) Milwaukee Bucks - (3) Philadelphia 76ers
RISULTATO FINALE: 2-4
| Arbitri: | Ed Rush Hugh Evans |

|              |          |               |
| J. Erving 34 | Punti    | M. Johnson 28 |
| M. Cheeks 10 | Assist   | B. Winters 5  |
| C. Jones 16  | Rimbalzi | M. Johnson 7  |

| Arbitri: | Jake O'Donnell Jess Kersey |

|             |          |                      |
| A. Toney 31 | Punti    | B. Winters 21        |
| M. Cheeks 8 | Assist   | S. May, B. Winters 5 |
| C. Jones 9  | Rimbalzi | B. Lanier 11         |

| Arbitri: | Darell Garretson Mike Mathis |

|               |          |              |
| M. Johnson 21 | Punti    | M. Cheeks 19 |
| M. Johnson 7  | Assist   | M. Cheeks 8  |
| M. Johnson 11 | Rimbalzi | C. Jones 6   |

| Arbitri: | Wally Rooney Paul Mihalak |

|                           |          |              |
| M. Johnson 23             | Punti    | J. Erving 21 |
| M. Johnson 7              | Assist   | J. Erving 9  |
| S. Moncrief, M. Johnson 7 | Rimbalzi | J. Erving 11 |

| Arbitri: | Jack Madden Ed Middleton |

|              |          |              |
| J. Erving 28 | Punti    | B. Lanier 27 |
| M. Cheeks 9  | Assist   | B. Winters 7 |
| J. Erving 10 | Rimbalzi | A. Lister 11 |

| Arbitri: | Earl Strom John Vanak |

|              |          |              |
| B. Lanier 19 | Punti    | M. Cheeks 26 |
| B. Winters 6 | Assist   | J. Erving 7  |
| B. Lanier 10 | Rimbalzi | C. Jones 12  |

PRECEDENTI IN REGULAR SEASON
| Regular Season 1981-82 | Philadelphia 76ers | 2 – 4 | Milwaukee Bucks | Referto 1 - Referto 2 - Referto 3 - Referto 4, Referto 5 - Referto 6 |
| Philadelphia 76ers 102 Milwaukee Bucks 127 Philadelphia 76ers 107 Milwaukee Bucks 106 (1 t.s.) Milwaukee Bucks 116 Philadelphia 76ers 110 Punti 100 Milwaukee Bucks 108 Philadelphia 76ers 111 Milwaukee Bucks 91 Philadelphia 76ers 114 Philadelphia 76ers 86 Milwaukee Bucks |                    | |                 |                                                                      |
| |                    | |                 |                                                                      |
| Philadelphia 76ers 102 Milwaukee Bucks 127 Philadelphia 76ers 107 Milwaukee Bucks 106 (1 t.s.) Milwaukee Bucks 116 Philadelphia 76ers 110 | Punti              | 100 Milwaukee Bucks 108 Philadelphia 76ers 111 Milwaukee Bucks 91 Philadelphia 76ers 114 Philadelphia 76ers 86 Milwaukee Bucks |                 |                                                                      |

PRECEDENTI NEI PLAYOFF
|  | Milwaukee Bucks (1970) | 1 – 1 | Philadelphia 76ers (1981) |  |

### Finale

#### (1) Boston Celtics - (3) Philadelphia 76ers
RISULTATO FINALE: 3-4
| Arbitri: | Ed Rush Hugh Evans |

|                       |          |                                                 |
| L. Bird, R. Parish 24 | Punti    | A. Toney 15                                     |
| L. Bird 10            | Assist   | A. Toney 4                                      |
| L. Bird 15            | Rimbalzi | B. Jones, M. Banto, C. Richardson, E. Cureton 7 |

| Arbitri: | Earl Strom Paul Mihalak |

|                 |          |              |
| T. Archibald 24 | Punti    | A. Toney 30  |
| T. Archibald 13 | Assist   | M. Cheeks 14 |
| L. Bird 14      | Rimbalzi | C. Jones 11  |

| Arbitri: | Jack Madden Wally Rooney |

|              |          |               |
| J. Erving 19 | Punti    | C. Maxwell 18 |
| M. Cheeks 10 | Assist   | L. Bird 11    |
| C. Jones 12  | Rimbalzi | L. Bird 13    |

| Arbitri: | Jake O'Donnell Paul Mihalak |

|              |          |                |
| A. Toney 39  | Punti    | R. Parish 18   |
| M. Cheeks 11 | Assist   | G. Henderson 7 |
| C. Jones 11  | Rimbalzi | L. Bird 9      |

| Arbitri: | Darell Garretson Ed Rush |

|              |          |               |
| R. Parish 26 | Punti    | A. Toney 18   |
| L. Bird 8    | Assist   | L. Hollins 7  |
| L. Bird 20   | Rimbalzi | D. Dawkins 10 |

| Arbitri: | Jake O'Donnell Jack Madden |

|              |          |              |
| J. Erving 24 | Punti    | K. McHale 17 |
| M. Cheeks 7  | Assist   | D. Ainge 7   |
| C. Jones 17  | Rimbalzi | L. Bird 17   |

| Arbitri: | Darell Garretson Jack Madden |

|              |          |              |
| R. Parish 23 | Punti    | A. Toney 34  |
| L. Bird 9    | Assist   | M. Cheeks 11 |
| R. Parish 14 | Rimbalzi | C. Jones 10  |

PRECEDENTI IN REGULAR SEASON
| Regular Season 1981-82 | Boston Celtics | 4 – 2 | Philadelphia 76ers | Referto 1 - Referto 2 - Referto 3 - Referto 4, Referto 5 - Referto 6 |
| Boston Celtics 111 (1 t.s.) Philadelphia 76ers 123 Boston Celtics 96 Philadelphia 76ers 111 Boston Celtics 98 Philadelphia 76ers 109 Punti 103 Philadelphia 76ers 118 Boston Celtics 90 Philadelphia 76ers 123 Boston Celtics 116 Philadelphia 76ers 110 Boston Celtics (1 t.s.) |                | |                    |                                                                      |
| |                | |                    |                                                                      |
| Boston Celtics 111 (1 t.s.) Philadelphia 76ers 123 Boston Celtics 96 Philadelphia 76ers 111 Boston Celtics 98 Philadelphia 76ers 109 | Punti          | 103 Philadelphia 76ers 118 Boston Celtics 90 Philadelphia 76ers 123 Boston Celtics 116 Philadelphia 76ers 110 Boston Celtics (1 t.s.) |                    |                                                                      |

PRECEDENTI NEI PLAYOFF
|  | Boston Celtics (1953, 1957, 1959, 1961, 1965, 1966, 1968, 1969, 1981) | 9 – 7 | Philadelphia 76ers (1954, 1954, 1955, 1956, 1967, 1977, 1980) |  |

## Western Conference

### Primo turno

#### (3) Seattle SuperSonics - (6) Houston Rockets
RISULTATO FINALE: 2-1
| Arbitri: | Earl Strom Jess Kersey |

|                |          |                |
| G. Williams 27 | Punti    | M. Malone 20   |
| G. Williams 12 | Assist   | T. Henderson 7 |
| J. Sikma 13    | Rimbalzi | M. Malone 15   |

| Arbitri: | Jack Madden Ed Middleton Tommy Nunez Sr. |

|              |          |                                                 |
| M. Malone 28 | Punti    | G. Williams 18                                  |
| A. Leavell 6 | Assist   | G. Williams, L. Shelton, F. Brown, J. Johnson 3 |
| M. Malone 23 | Rimbalzi | J. Sikma 11                                     |

| Arbitri: | Jake O'Donnell Wally Rooney |

|                |          |               |
| J. Sikma 30    | Punti    | M. Malone 24  |
| G. Williams 12 | Assist   | M. Dunleavy 5 |
| J. Sikma 17    | Rimbalzi | M. Malone 13  |

PRECEDENTI IN REGULAR SEASON
| Regular Season 1981-82 | Seattle S.Sonics | 3 – 2 | Houston Rockets | Referto 1 - Referto 2 - Referto 3 - Referto 4, Referto 5 |
| Seattle SuperSonics 117 Houston Rockets 96 Seattle SuperSonics 116 Houston Rockets 117 Seattle SuperSonics 97 Punti 110 Houston Rockets 107 Seattle SuperSonics 107 Houston Rockets 100 Seattle SuperSonics 99 Houston Rockets |                  | |                 |                                                          |
| |                  | |                 |                                                          |
| Seattle SuperSonics 117 Houston Rockets 96 Seattle SuperSonics 116 Houston Rockets 117 Seattle SuperSonics 97 | Punti            | 110 Houston Rockets 107 Seattle SuperSonics 107 Houston Rockets 100 Seattle SuperSonics 99 Houston Rockets |                 |                                                          |

PRECEDENTI NEI PLAYOFF

Si è trattata della prima sfida tra le due squadre ai playoff.

#### (4) Denver Nuggets - (5) Phoenix Suns
RISULTATO FINALE: 1-2
| Arbitri: | Darell Garretson Ed Middleton |

|                           |          |                |
| K. Vandeweghe 29          | Punti    | K. Macy 22     |
| A. English, B. McKinney 5 | Assist   | T. Robinson 6  |
| A. English 10             | Rimbalzi | T. Robinson 13 |

| Arbitri: | Jake O'Donnell Mike Mathis |

|               |          |                             |
| D. Johnson 29 | Punti    | D. Issel 26                 |
| D. Johnson 8  | Assist   | A. English, G. Gondrezick 5 |
| A. Adams 9    | Rimbalzi | A. English 6                |

| Arbitri: | Jack Madden Paul Mihalak |

|                      |          |               |
| D. Issel 26          | Punti    | D. Johnson 26 |
| A. English 7         | Assist   | R. Kelley 7   |
| D. Issel, T. Dunn 10 | Rimbalzi | T. Robinson 9 |

PRECEDENTI IN REGULAR SEASON
| Regular Season 1981-82 | Denver Nuggets | 2 – 3                                                                                               | Phoenix Suns | Referto 1 - Referto 2 - Referto 3 - Referto 4, Referto 5 |
| Denver Nuggets 106 Phoenix Suns 137 Phoenix Suns 131 Phoenix Suns 133 (2 t.s.) Denver Nuggets 140 Punti 109 Phoenix Suns 109 Denver Nuggets 122 Denver Nuggets 135 Denver Nuggets (1 t.s.) 134 Phoenix Suns |                | |              |                                                          |
| |                | |              |                                                          |
| Denver Nuggets 106 Phoenix Suns 137 Phoenix Suns 131 Phoenix Suns 133 (2 t.s.) Denver Nuggets 140 | Punti          | 109 Phoenix Suns 109 Denver Nuggets 122 Denver Nuggets 135 Denver Nuggets (1 t.s.) 134 Phoenix Suns |              |                                                          |

PRECEDENTI NEI PLAYOFF

Si è trattata della prima sfida tra le due squadre ai playoff.

### Semifinali

#### (1) Los Angeles Lakers - (5) Phoenix Suns
RISULTATO FINALE: 4-0
| Arbitri: | Wally Rooney Mike Mathis |

|               |          |                                     |
| J. Wilkes 28  | Punti    | D. Johnson, A. Adams 20             |
| M. Johnson 10 | Assist   | D. Johnson, T. Robinson, W. Davis 4 |
| B. McAdoo 12  | Rimbalzi | T. Robinson 14                      |

| Arbitri: | Darell Garretson Hue Hollins |

|                    |          |               |
| K. Abdul-Jabbar 24 | Punti    | D. Johnson 27 |
| M. Johnson 12      | Assist   | D. Johnson 6  |
| M. Johnson 12      | Rimbalzi | L. Nance 11   |

| Arbitri: | Hugh Evans Joey Crawford |

|                                 |          |               |
| A. Adams 23                     | Punti    | J. Wilkes 26  |
| A. Adams, R. Kelley, W. Davis 5 | Assist   | M. Johnson 9  |
| A. Adams 12                     | Rimbalzi | M. Johnson 14 |

| Arbitri: | Ed Rush Ed Middleton |

|                     |          |                    |
| D. Johnson 31       | Punti    | J. Wilkes 24       |
| A. Adams 8          | Assist   | M. Johnson 12      |
| K. Macy, L. Nance 6 | Rimbalzi | K. Abdul-Jabbar 13 |

PRECEDENTI IN REGULAR SEASON
| Regular Season 1981-82 | L.A. Lakers | 4 – 2 | Phoenix Suns | Referto 1 - Referto 2 - Referto 3 - Referto 4, Referto 5 - Referto 6 |
| Los Angeles Lakers 99 Phoenix Suns 97 Phoenix Suns 101 Los Angeles Lakers 97 Los Angeles Lakers 99 Phoenix Suns 115 Punti 101 Phoenix Suns 98 Los Angeles Lakers 104 Los Angeles Lakers 87 Phoenix Suns 109 Phoenix Suns 120 Los Angeles Lakers |             | |              |                                                                      |
| |             | |              |                                                                      |
| Los Angeles Lakers 99 Phoenix Suns 97 Phoenix Suns 101 Los Angeles Lakers 97 Los Angeles Lakers 99 Phoenix Suns 115 | Punti       | 101 Phoenix Suns 98 Los Angeles Lakers 104 Los Angeles Lakers 87 Phoenix Suns 109 Phoenix Suns 120 Los Angeles Lakers |              |                                                                      |

PRECEDENTI NEI PLAYOFF
|  | L.A. Lakers (1970, 1980) | 2 – 0 | Phoenix Suns |  |

#### (2) San Antonio Spurs - (3) Seattle SuperSonics
RISULTATO FINALE: 4-1
| Arbitri: | Ed Rush Hue Hollins |

|                        |          |                |
| J. Sikma 26            | Punti    | G. Gervin 31   |
| F. Brown, B. Hanzlik 4 | Assist   | J. Moore 8     |
| J. Sikma 12            | Rimbalzi | M. Mitchell 11 |

| Arbitri: | Bill Saar Hugh Evans |

|                |          |                          |
| G. Williams 34 | Punti    | G. Gervin 24             |
| G. Williams 9  | Assist   | J. Moore 14              |
| L. Shelton 11  | Rimbalzi | G. Johnson, D. Corzine 8 |

| Arbitri: | Jake O'Donnell John Vanak |

|                |          |                |
| G. Gervin 36   | Punti    | G. Williams 25 |
| J. Moore 12    | Assist   | G. Williams 11 |
| M. Mitchell 12 | Rimbalzi | J. Sikma 15    |

| Arbitri: | Jack Madden Joey Crawford |

|                          |          |                 |
| M. Mitchell 22           | Punti    | G. Williams 33  |
| M. Bratz 10              | Assist   | G. Williams 7   |
| G. Banks, M. Olberding 9 | Rimbalzi | J. Donaldson 16 |

| Arbitri: | Darell Garretson Jess Kersey |

|                |          |                      |
| G. Williams 36 | Punti    | G. Gervin 26         |
| G. Williams 9  | Assist   | M. Bratz, J. Moore 9 |
| J. Sikma 11    | Rimbalzi | D. Corzine 11        |

PRECEDENTI IN REGULAR SEASON
| Regular Season 1981-82 | San Antonio Spurs | 4 – 1 | Seattle S.Sonics | Referto 1 - Referto 2 - Referto 3 - Referto 4, Referto 5 |
| Seattle SuperSonics 112 San Antonio Spurs 111 San Antonio Spurs 110 San Antonio Spurs 114 Seattle SuperSonics 111 Punti 119 San Antonio Spurs 93 Seattle SuperSonics 99 Seattle SuperSonics 94 Seattle SuperSonics 86 San Antonio Spurs |                   | |                  |                                                          |
| |                   | |                  |                                                          |
| Seattle SuperSonics 112 San Antonio Spurs 111 San Antonio Spurs 110 San Antonio Spurs 114 Seattle SuperSonics 111 | Punti             | 119 San Antonio Spurs 93 Seattle SuperSonics 99 Seattle SuperSonics 94 Seattle SuperSonics 86 San Antonio Spurs |                  |                                                          |

PRECEDENTI NEI PLAYOFF

Si è trattata della prima sfida tra le due squadre ai playoff.

### Finale

#### (1) Los Angeles Lakers - (2) San Antonio Spurs
RISULTATO FINALE: 4-0
| Arbitri: | Paul Mihalak Wally Rooney Hue Hollins |

|                    |          |               |
| K. Abdul-Jabbar 32 | Punti    | G. Gervin 34  |
| M. Johnson 14      | Assist   | J. Moore 12   |
| M. Johnson 16      | Rimbalzi | D. Corzine 11 |

| Inglewood 11 maggio 1982 Gara 2                                                                                             | L.A. Lakers | 110 – 101 (26-19, 23-26, 29-34, 32-22) referto | San Antonio Spurs | The Forum (17.505 spett.) |
| N. Nixon , J. Wilkes 22 Punti M. Mitchell 34 N. Nixon , M. Johnson 9 Assist J. Moore 11 K. Rambis 15 Rimbalzi D. Corzine 13 |             |                                                |                   |                           |
| |             |                                                |                   |                           |
| N. Nixon, J. Wilkes 22 | Punti       | M. Mitchell 34                                 |                   |                           |
| N. Nixon, M. Johnson 9 | Assist      | J. Moore 11                                    |                   |                           |
| K. Rambis 15 | Rimbalzi    | D. Corzine 13                                  |                   |                           |

| San Antonio 14 maggio 1982 Gara 3 | San Antonio Spurs | 108 – 118 (24-23, 24-32, 31-26, 29-37) referto | L.A. Lakers | HemisFair Arena (15.800 spett.) |
| G. Gervin 39 Punti K. Abdul-Jabbar 26 J. Moore 12 Assist N. Nixon , M. Johnson 10 G. Gervin 15 Rimbalzi K. Abdul-Jabbar , M. Johnson 10 |                   |                                                |             |                                 |
| |                   |                                                |             |                                 |
| G. Gervin 39 | Punti             | K. Abdul-Jabbar 26                             |             |                                 |
| J. Moore 12 | Assist            | N. Nixon, M. Johnson 10                        |             |                                 |
| G. Gervin 15 | Rimbalzi          | K. Abdul-Jabbar, M. Johnson 10                 |             |                                 |

| Arbitri: | Earl Strom Hugh Evans John Vanak |

|                |          |                               |
| G. Gervin 38   | Punti    | N. Nixon 30                   |
| J. Moore 10    | Assist   | N. Nixon 10                   |
| M. Mitchell 10 | Rimbalzi | K. Abdul-Jabbar, M. Johnson 9 |

PRECEDENTI IN REGULAR SEASON
| Regular Season 1981-82 | L.A. Lakers | 2 – 3 | San Antonio Spurs | Referto 1 - Referto 2 - Referto 3 - Referto 4, Referto 5 |
| San Antonio Spurs 128 Los Angeles Lakers 136 San Antonio Spurs 96 Los Angeles Lakers 94 San Antonio Spurs 110 Punti 102 Los Angeles Lakers 116 San Antonio Spurs 117 Los Angeles Lakers 100 San Antonio Spurs 105 Los Angeles Lakers |             | |                   |                                                          |
| |             | |                   |                                                          |
| San Antonio Spurs 128 Los Angeles Lakers 136 San Antonio Spurs 96 Los Angeles Lakers 94 San Antonio Spurs 110 | Punti       | 102 Los Angeles Lakers 116 San Antonio Spurs 117 Los Angeles Lakers 100 San Antonio Spurs 105 Los Angeles Lakers |                   |                                                          |

PRECEDENTI NEI PLAYOFF

Si è trattata della prima sfida tra le due squadre ai playoff.

## NBA Finals 1982

### Philadelphia 76ers - Los Angeles Lakers
RISULTATO FINALE
|  | Philadelphia 76ers | 2 – 4 | L.A. Lakers |  |

PRECEDENTI IN REGULAR SEASON
| Regular Season 1981-82                                                                                     | Philadelphia 76ers | 1 – 1                                         | L.A. Lakers | Referto 1 - Referto 2 |
| (2 t.s.) Los Angeles Lakers 116 Philadelphia 76ers 119 Punti 114 Philadelphia 76ers 113 Los Angeles Lakers |                    |                                               |             |                       |
| |                    |                                               |             |                       |
| (2 t.s.) Los Angeles Lakers 116 Philadelphia 76ers 119                                                     | Punti              | 114 Philadelphia 76ers 113 Los Angeles Lakers |             |                       |

PRECEDENTI NEI PLAYOFF
|  | Philadelphia 76ers | 0 – 3 | L.A. Lakers (1950, 1954, 1980) |  |

#### Roster
| \| Pos. \| Num. \| Naz. \| Nome \| Altezza \| Peso \| Data nascita \| Provenienza \| \| ---- \| ---- \| ---- \| ----------------- \| ------- \| ------ \| ------------ \| --------------------------- \| \| A/C \| 42 \| \| Bantom, Mike \| 206 cm \| 91 kg \| 03-12-1951 \| Saint Joseph's \| \| G \| 10 \| \| Cheeks, Maurice \| 185 cm \| 82 kg \| 08-09-1956 \| West Texas A&M \| \| G/AP \| 20 \| \| Collins, Doug \| 198 cm \| 82 kg \| 28-07-1951 \| Illinois State \| \| A/C \| 25 \| \| Cureton, Earl \| 206 cm \| 95 kg \| 03-09-1957 \| Detroit-Mercy \| \| C \| 53 \| \| Dawkins, Darryl \| 211 cm \| 114 kg \| 11-01-1957 \| Evans High School (Florida) \| \| G \| 14 \| \| Edwards, Franklin \| 185 cm \| 77 kg \| 02-02-1959 \| Cleveland State \| \| G/AP \| 6 \| \| Erving, Julius \| 201 cm \| 91 kg \| 22-02-1950 \| Massachusetts \| \| G \| 9 \| \| Hollins, Lionel \| 191 cm \| 84 kg \| 19-10-1953 \| Arizona State \| \| A \| 18 \| \| Johnson, Ollie \| 198 cm \| 91 kg \| 11-05-1949 \| Temple \| \| A/C \| 11 \| \| Jones, Caldwell \| 211 cm \| 98 kg \| 04-08-1950 \| Albany State (GA) \| \| A \| 24 \| \| Jones, Bobby \| 206 cm \| 95 kg \| 18-12-1951 \| North Carolina \| \| A \| 23 \| \| Mix, Steve \| 201 cm \| 98 kg \| 30-12-1947 \| Toledo \| \| G \| 4 \| \| Richardson, Clint \| 191 cm \| 88 kg \| 07-08-1956 \| Seattle \| \| G \| 22 \| \| Toney, Andrew \| 191 cm \| 81 kg \| 23-11-1957 \| Louisiana \| | Allenatore - Billy Cunningham Assistente/i - Jack McMahon (Vice) - Al Domenico (Preparatore atletico) Legenda - (C) Capitano - (FA) Free agent - (S) Sospeso - (TW) Contratto Two-way - (GL) Assegnato a squadra G League affiliata - Infortunato Roster • Transazioni · Ultima transazione: 29 giugno 1982 |                        |                   |         |        |              |                             |
| Pos. | Num. | Naz.                   | Nome              | Altezza | Peso   | Data nascita | Provenienza                 |
| A/C | 42 | Stati Uniti (bandiera) | Bantom, Mike      | 206 cm  | 91 kg  | 03-12-1951   | Saint Joseph's              |
| G | 10 | Stati Uniti (bandiera) | Cheeks, Maurice   | 185 cm  | 82 kg  | 08-09-1956   | West Texas A&M              |
| G/AP | 20 | Stati Uniti (bandiera) | Collins, Doug     | 198 cm  | 82 kg  | 28-07-1951   | Illinois State              |
| A/C | 25 | Stati Uniti (bandiera) | Cureton, Earl     | 206 cm  | 95 kg  | 03-09-1957   | Detroit-Mercy               |
| C | 53 | Stati Uniti (bandiera) | Dawkins, Darryl   | 211 cm  | 114 kg | 11-01-1957   | Evans High School (Florida) |
| G | 14 | Stati Uniti (bandiera) | Edwards, Franklin | 185 cm  | 77 kg  | 02-02-1959   | Cleveland State             |
| G/AP | 6 | Stati Uniti (bandiera) | Erving, Julius    | 201 cm  | 91 kg  | 22-02-1950   | Massachusetts               |
| G | 9 | Stati Uniti (bandiera) | Hollins, Lionel   | 191 cm  | 84 kg  | 19-10-1953   | Arizona State               |
| A | 18 | Stati Uniti (bandiera) | Johnson, Ollie    | 198 cm  | 91 kg  | 11-05-1949   | Temple                      |
| A/C | 11 | Stati Uniti (bandiera) | Jones, Caldwell   | 211 cm  | 98 kg  | 04-08-1950   | Albany State (GA)           |
| A | 24 | Stati Uniti (bandiera) | Jones, Bobby      | 206 cm  | 95 kg  | 18-12-1951   | North Carolina              |
| A | 23 | Stati Uniti (bandiera) | Mix, Steve        | 201 cm  | 98 kg  | 30-12-1947   | Toledo                      |
| G | 4 | Stati Uniti (bandiera) | Richardson, Clint | 191 cm  | 88 kg  | 07-08-1956   | Seattle                     |
| G | 22 | Stati Uniti (bandiera) | Toney, Andrew     | 191 cm  | 81 kg  | 23-11-1957   | Louisiana                   |

| \| Pos. \| Num. \| Naz. \| Nome \| Altezza \| Peso \| Data nascita \| Provenienza \| \| ---- \| ---- \| ---- \| -------------------- \| ------- \| ------ \| ------------ \| -------------- \| \| C \| 33 \| \| Abdul-Jabbar, Kareem \| 218 cm \| 102 kg \| 16-04-1947 \| UCLA \| \| A/C \| 8 \| \| Brewer, Jim \| 206 cm \| 95 kg \| 03-12-1951 \| Minnesota \| \| G/AP \| 21 \| \| Cooper, Michael \| 196 cm \| 77 kg \| 15-04-1956 \| New Mexico \| \| G \| 34 \| \| Johnson, Clay \| 193 cm \| 79 kg \| 18-07-1956 \| Missouri \| \| G/AP \| 32 \| \| Johnson, Magic \| 206 cm \| 98 kg \| 14-08-1959 \| Michigan State \| \| A \| 5 \| \| Jordan, Eddie \| 185 cm \| 77 kg \| 29-01-1955 \| Rutgers \| \| A/C \| 41 \| \| Kupchak, Mitch \| 206 cm \| 104 kg \| 24-05-1954 \| North Carolina \| \| A/C \| 54 \| \| Landsberger, Mark \| 203 cm \| 98 kg \| 21-05-1955 \| Arizona State \| \| A/C \| 11 \| \| McAdoo, Bob \| 206 cm \| 95 kg \| 25-09-1951 \| North Carolina \| \| G/AP \| 40 \| \| McGee, Mike \| 196 cm \| 86 kg \| 29-07-1959 \| Michigan \| \| G/AP \| 30 \| \| McKenna, Kevin \| 196 cm \| 88 kg \| 08-01-1959 \| Creighton \| \| G \| 10 \| \| Nixon, Norm \| 188 cm \| 77 kg \| 11-10-1955 \| Duquesne \| \| A \| 31 \| \| Rambis, Kurt \| 203 cm \| 97 kg \| 25-02-1958 \| Santa Clara \| \| G/AP \| 52 \| \| Wilkes, Jamaal \| 198 cm \| 86 kg \| 02-05-1953 \| UCLA \| | Allenatore - Paul Westhead (fino al 19 novembre 1981) - Pat Riley (dal 19 novembre 1981) Assistente/i - Bill Bertka (Vice) - Mike Thibault (Vice) - Jack Curran (Preparatore atletico) Legenda - (C) Capitano - (FA) Free agent - (S) Sospeso - (TW) Contratto Two-way - (GL) Assegnato a squadra G League affiliata - Infortunato Roster • Transazioni · Ultima transazione: 29 giugno 1982 |                        |                      |         |        |              |                |
| Pos. | Num. | Naz.                   | Nome                 | Altezza | Peso   | Data nascita | Provenienza    |
| C | 33 | Stati Uniti (bandiera) | Abdul-Jabbar, Kareem | 218 cm  | 102 kg | 16-04-1947   | UCLA           |
| A/C | 8 | Stati Uniti (bandiera) | Brewer, Jim          | 206 cm  | 95 kg  | 03-12-1951   | Minnesota      |
| G/AP | 21 | Stati Uniti (bandiera) | Cooper, Michael      | 196 cm  | 77 kg  | 15-04-1956   | New Mexico     |
| G | 34 | Stati Uniti (bandiera) | Johnson, Clay        | 193 cm  | 79 kg  | 18-07-1956   | Missouri       |
| G/AP | 32 | Stati Uniti (bandiera) | Johnson, Magic       | 206 cm  | 98 kg  | 14-08-1959   | Michigan State |
| A | 5 | Stati Uniti (bandiera) | Jordan, Eddie        | 185 cm  | 77 kg  | 29-01-1955   | Rutgers        |
| A/C | 41 | Stati Uniti (bandiera) | Kupchak, Mitch       | 206 cm  | 104 kg | 24-05-1954   | North Carolina |
| A/C | 54 | Stati Uniti (bandiera) | Landsberger, Mark    | 203 cm  | 98 kg  | 21-05-1955   | Arizona State  |
| A/C | 11 | Stati Uniti (bandiera) | McAdoo, Bob          | 206 cm  | 95 kg  | 25-09-1951   | North Carolina |
| G/AP | 40 | Stati Uniti (bandiera) | McGee, Mike          | 196 cm  | 86 kg  | 29-07-1959   | Michigan       |
| G/AP | 30 | Stati Uniti (bandiera) | McKenna, Kevin       | 196 cm  | 88 kg  | 08-01-1959   | Creighton      |
| G | 10 | Stati Uniti (bandiera) | Nixon, Norm          | 188 cm  | 77 kg  | 11-10-1955   | Duquesne       |
| A | 31 | Stati Uniti (bandiera) | Rambis, Kurt         | 203 cm  | 97 kg  | 25-02-1958   | Santa Clara    |
| G/AP | 52 | Stati Uniti (bandiera) | Wilkes, Jamaal       | 198 cm  | 86 kg  | 02-05-1953   | UCLA           |

#### Risultati
| Arbitri: | Jake O'Donnell Hugh Evans |

|                                                                                          |            |                                                               |
| J. Erving 27                                                                             | Punti      | N. Nixon, J. Wilkes 24                                        |
| M. Cheeks, A. Toney 9                                                                    | Assist     | N. Nixon 10                                                   |
| C. Jones 11                                                                              | Rimbalzi   | M. Johnson 14                                                 |
| Cheeks, Erving, Jones, Jones, Toney (Bantom, Cureton, Dawkins, Hollins, Mix, Richardson) | Formazioni | Abdul-Jabbar, Johnson, Nixon, Rambis, Wilkes (Cooper, McAdoo) |

| Arbitri: | Darell Garretson Earl Strom |

|                                                                            |            |                                                               |
| J. Erving 24                                                               | Punti      | K. Abdul-Jabbar 23                                            |
| A. Toney 11                                                                | Assist     | N. Nixon 10                                                   |
| J. Erving 14                                                               | Rimbalzi   | M. Johnson 11                                                 |
| Cheeks, Erving, Jones, Jones, Toney (Bantom, Cureton, Dawkins, Richardson) | Formazioni | Abdul-Jabbar, Johnson, Nixon, Rambis, Wilkes (Cooper, McAdoo) |

| Arbitri: | Ed Rush Wally Rooney |

| |            |                                                                                          |
| N. Nixon 29                                                                                                | Punti      | A. Toney 36                                                                              |
| M. Johnson 8                                                                                               | Assist     | M. Cheeks 9                                                                              |
| M. Johnson 9                                                                                               | Rimbalzi   | D. Dawkins 13                                                                            |
| Abdul-Jabbar, Johnson, Nixon, Rambis, Wilkes (Brewer, Cooper, Johnson, Jordan, Landsberger, McAdoo, McGee) | Formazioni | Cheeks, Erving, Jones, Jones, Toney (Bantom, Cureton, Dawkins, Hollins, Mix, Richardson) |

| Arbitri: | Jack Madden Paul Mihalak |

|                                                                                     |            |                                                                   |
| M. Johnson, J. Wilkes 24                                                            | Punti      | A. Toney 28                                                       |
| N. Nixon 14                                                                         | Assist     | A. Toney 11                                                       |
| K. Abdul-Jabbar, K. Rambis 11                                                       | Rimbalzi   | B. Jones 9                                                        |
| Abdul-Jabbar, Johnson, Nixon, Rambis, Wilkes (Cooper, Johnson, Landsberger, McAdoo) | Formazioni | Cheeks, Erving, Jones, Jones, Toney (Bantom, Dawkins, Richardson) |

| Arbitri: | Jake O'Donnell Ed Rush |

|                                                                                          |            | |
| A. Toney 31                                                                              | Punti      | B. McAdoo 23                                                                                               |
| M. Cheeks, A. Toney 8                                                                    | Assist     | N. Nixon 13                                                                                                |
| J. Erving 12                                                                             | Rimbalzi   | M. Johnson 10                                                                                              |
| Cheeks, Erving, Jones, Jones, Toney (Bantom, Dawkins, Edwards, Hollins, Mix, Richardson) | Formazioni | Abdul-Jabbar, Johnson, Nixon, Rambis, Wilkes (Brewer, Cooper, Johnson, Jordan, Landsberger, McAdoo, McGee) |

| Arbitri: | Darell Garretson Jack Madden |

|                                                                            |            |                                                                   |
| J. Wilkes 27                                                               | Punti      | J. Erving 30                                                      |
| M. Johnson 13                                                              | Assist     | M. Cheeks 9                                                       |
| M. Johnson 13                                                              | Rimbalzi   | C. Jones 9                                                        |
| Abdul-Jabbar, Johnson, Nixon, Rambis, Wilkes (Cooper, Landsberger, McAdoo) | Formazioni | Cheeks, Erving, Jones, Jones, Toney (Bantom, Dawkins, Richardson) |

| Campione NBA 1982            |
| ---------------------------- |
| Los Angeles Lakers 8º titolo |

#### Hall of famer
| NBA Finals | Atleta              | Squadra            | Anno |            |
| ---------- | ------------------- | ------------------ | ---- | ---------- |
| Giocatore  | Maurice Cheeks      | Philadelphia 76ers | 2018 | Giocatore  |
| Giocatore  | Julius Erving       | Philadelphia 76ers | 1993 | Giocatore  |
| Giocatore  | Bobby Jones         | Philadelphia 76ers | 2019 | Giocatore  |
| Allenatore | Billy Cunningham    | Philadelphia 76ers | 1986 | Giocatore  |
| Giocatore  | Kareem Abdul-Jabbar | L.A. Lakers        | 1995 | Giocatore  |
| Giocatore  | Magic Johnson       | L.A. Lakers        | 2002 | Giocatore  |
| Giocatore  | Bob McAdoo          | L.A. Lakers        | 2000 | Giocatore  |
| Giocatore  | Jamaal Wilkes       | L.A. Lakers        | 2012 | Giocatore  |
| Giocatore  | Michael Cooper      | L.A. Lakers        | 2024 | Giocatore  |
| Allenatore | Pat Riley           | L.A. Lakers        | 2008 | Allenatore |

#### MVP delle Finali
- #32 Magic Johnson, Los Angeles Lakers.

## Squadra vincitrice
| N° | Naz.                   | Ruolo | Sportivo            |  | Alt. |  |
| -- | ---------------------- | ----- | ------------------- |  | ---- |  |
| 5  | Stati Uniti (bandiera) | G     | Eddie Jordan        |  | 185  |  |
| 8  | Stati Uniti (bandiera) | AG    | Jim Brewer          |  | 206  |  |
| 10 | Stati Uniti (bandiera) | P     | Norm Nixon          |  | 188  |  |
| 11 | Stati Uniti (bandiera) | AG    | Bob McAdoo          |  | 206  |  |
| 21 | Stati Uniti (bandiera) | G     | Michael Cooper      |  | 196  |  |
| 25 | Stati Uniti (bandiera) | AG    | Mitch Kupchak       |  | 206  |  |
| 31 | Stati Uniti (bandiera) | AG    | Kurt Rambis         |  | 203  |  |
| 32 | Stati Uniti (bandiera) | P     | Magic Johnson       |  | 206  |  |
| 33 | Stati Uniti (bandiera) | C     | Kareem Abdul-Jabbar |  | 218  |  |
| 34 | Stati Uniti (bandiera) | G     | Clay Johnson        |  | 193  |  |
| 40 | Stati Uniti (bandiera) | G     | Mike McGee          |  | 196  |  |
| 52 | Stati Uniti (bandiera) | AP    | Jamaal Wilkes       |  | 198  |  |
| 54 | Stati Uniti (bandiera) | AG    | Mark Landsberger    |  | 203  |  |
|    | Stati Uniti (bandiera) | All.  | Pat Riley           |  |      |  |

## Statistiche
Aggiornate al 23 agosto 2021.
| Categoria | Singola prestazione                                  | Singola prestazione                                          | Singola prestazione | Media         | Media             | Media | Media |
| Categoria | Giocatore                                            | Squadra                                                      | Max                 | Giocatore     | Squadra           | Media | PG    |
| --------- | ---------------------------------------------------- | ------------------------------------------------------------ | ------------------- | ------------- | ----------------- | ----- | ----- |
| Punti     | George Gervin Andrew Toney                           | San Antonio Spurs Philadelphia 76ers                         | 39                  | George Gervin | San Antonio Spurs | 29,4  | 9     |
| Rimbalzi  | Larry Bird Jeff Ruland                               | Boston Celtics Washington Bullets                            | 20                  | Moses Malone  | Houston Rockets   | 17,0  | 3     |
| Assist    | Maurice Cheeks Magic Johnson Johnny Moore Norm Nixon | Philadelphia 76ers L.A. Lakers San Antonio Spurs L.A. Lakers | 14                  | Johnny Moore  | San Antonio Spurs | 10,3  | 9     |